# Diecéze Absa Salla
Diecéze Absa Salla je titulární diecéze římskokatolické církve, založená roku 1933 a pojmenovaná podle starověkého města Absa Salla v dnešním Tunisku. Toto město se nacházelo v provincii Proconsolare. Diecéze byla sufragannou arcidiecéze Cartagine.

## Titulární biskupové
| hodnost          | jméno                      | úřad                                         | od                 | do             |
| ---------------- | -------------------------- | -------------------------------------------- | ------------------ | -------------- |
| titulární biskup | Domenico Ferrara, M.C.C.I. | apoštolský prefekt Mupoi (Jižní Súdán)       | 15. března 1966    | 21. září 1998  |
| titulární biskup | Lawrence Pius Dorairaj     | pomocný biskup Madras and Mylapore (Indie)   | 28. listopadu 1998 | 13. ledna 2012 |
| titulární biskup | Christopher Glancy, C.S.V. | pomocný biskup Belize City–Belmopan (Belize) | 18. února 2012     | současnost     |